# Helen Herron Taft
Helen Louise Herron "Nellie" Taft (Cincinnati, 2 de junho de 1861 – Washington, D.C., 22 de maio de 1943) foi a esposa do presidente William Howard Taft e a primeira-dama dos Estados Unidos de 1909 a 1913.